# Józef Balcerzak (poseł)
Józef Balcerzak (ur. 6 marca 1909 w Parznie, zm. ?) – polski inżynier rolnictwa, polityk, działacz ludowy i poseł na Sejm RP i PRL.

## Biografia

### II Rzeczpospolita
Z wykształcenia inżynier rolnictwa, który to tytuł zdobył na Wyższej Szkoły Gospodarstwa Wiejskiego w Cieszynie. Następnie zamieszkał w Rydzynach, gdzie w latach 20. zaangażował się w działalność Związku Młodzieży Wiejskiej. W 1928 został członkiem PSL „Wyzwolenie” (od połączenia partii ludowych w 1931 członek Stronnictwa Ludowego).
W 1932 wybrany prezesem łódzkiego Zarządu Wojewódzkiego Związku Młodzieży Wiejskiej, którym był do 1937. W 1934 został ponadto członkiem Zarządu Głównego tej organizacji, którym był do wybuchu wojny. W 1932 został także prezesem Zarządu Powiatowego Stronnictwa Ludowego w Łasku. W Zarządzie Wojewódzkim partii pełnił funkcje sekretarza (1933-1936) i prezesa (1936-1939). Był także członkiem Rady Naczelnej i Naczelnego Komitetu Wykonawczego Stronnictwa Ludowego. Był represjonowany przez władze sanacyjne z powodów politycznych.

### II wojna światowa
Początek wojny spędził pod okupacją sowiecką w Grodnie. Po ataku Niemiec na ZSRR w 1941 przeniósł się do Warszawy. W kwietniu 1942 otrzymał nominację na zastępcę komendanta głównego Batalionów Chłopskich, jednak nigdy stanowiska tego nie objął. Później powrócił na Grodzieńszczyźne, gdzie organizował Bataliony Chłopskie. Tam też zastał go koniec wojny.

### Komunistyczna Polska
W kwietniu 1945 powrócił do województwa łódzkiego. Ponownie zaangażował się w działalność ruchu ludowego, obejmując funkcję prezesa Zarządu Wojewódzkiego (do zjazdu w grudniu 1945 tymczasowego) w mikołajczykowskim Polskim Stronnictwie Ludowym. Ponownie został również członkiem Rady Naczelnej i Naczelnego Komitetu Wykonawczego PSL-u. Działał także w Związku Młodzieży Wiejskiej RP „Wici”. 29 grudnia 1945 PSL zgłosił go na członka Krajowej Rady Narodowej. Ślubowanie złożył 26 kwietnia 1946 .
Pod jego prezesurą większość działaczy marionetkowego wobec komunistów Stronnictwa Ludowego „lubelskiego” z województwa łódzkiego przeszła do PSL-u. Polskie Stronnictwo Ludowe w województwie łódzkim rozwijało się dynamicznie, mimo różnych utrudnień ze strony władz komunistycznych, czynionych również w stosunku do Balcerzaka. W Łasku i Łowiczu PSL-owcy zostali przewodniczącymi Powiatowej Rady Narodowej. Jednocześnie Balcerzak popierał część polityki Polskiej Partii Robotniczej i współpracował z politykami komunistycznymi. Opowiadał się za uczestnictwem PSL-u w działaniach na rzecz państwa z innymi partiami jak równy z równym. Był jednak negatywnie oceniany przez lokalnych komunistów, głównie z powodu jego działań przeciwko „lubelskiemu” Stronnictwu Ludowemu. Rozwój PSL-u w województwie łódzkim, tak jak i pozostałych częściach kraju, przerwały szykany zapoczątkowane przed referendum w 1946.
W 1947 bez powodzenia wziął udział w wyborach do Sejmu z listy PSL-u w okręgu nr 9 (powiaty łaski, sieradzki i wieluński). W tym też roku przeszedł do prokomunistycznego skrzydła ruchu ludowego. W 1947 został wiceprezesem Zarządu Wojewódzkiego „odrodzonego” PSL-u, którym był do 1949. 28 października 1948 objął mandat poselski w miejsce wygaszonego mandatu Stanisława Mikołajczyka. Po zakończeniu kadencji w 1952 wycofał się z polityki i zajął się prowadzeniem własnego gospodarstwa.
Po odwilży w 1956 powrócił do działalności politycznej, już jako polityk Zjednoczonego Stronnictwa Ludowego. Był wiceprezesem Wojewódzkiego Komitetu ZSL-u w Łodzi oraz członkiem Naczelnego Komitetu ZSL-u. W 1957 został posłem na Sejm PRL II kadencji z okręgu nr 51 Pabianice, którym był do zakończenia kadencji w 1961. Nigdy więcej nie zasiadał już w Sejmie. W grudniu 1983 znalazł się w grupie weteranów odznaczonych Pamiątkowym Medalem z okazji 40 rocznicy powstania Krajowej Rady Narodowej.